# 野出鋿三郎
野出 鋿三郎（のいで しょうざぶろう、1859年7月10日（安政6年6月11日） - 1915年（大正4年）2月23日）は、日本の政治家、弁護士。衆議院議員（2期、立憲革新党）。

## 略歴
1859年（安政6年）、出羽国由利郡本荘町（現由利本荘市）に生まれる。東京法学校(現・法政大学)で学んだのち、代言人業に従事する。1892年（明治25年）に第2回衆議院議員総選挙に出馬し、当選する（連続2期当選）。

## 著書
- 『衆議院議員選挙心得書』（1889）
- 『秋田県由利郡河辺郡第三撰挙区ノ同志諸君ニ告クルノ書』（1889）